# Crystal Hill
Crystal Hill är en kulle i Antarktis. Den ligger i Västantarktis. Argentina, Chile och Storbritannien gör anspråk på området. Toppen på Crystal Hill är 150 meter över havet.
Terrängen runt Crystal Hill är huvudsakligen kuperad, men åt sydväst är den platt. Havet är nära Crystal Hill åt sydost. Trakten är glest befolkad. Närmaste befolkade plats är Mendel Polar Station, 18,2 kilometer söder om Crystal Hill. 